# Wereldkampioenschap voetbal 1982 (Groep 3) Italië - Brazilië
Het duel tussen Italië en Brazilië was voor beide landen het tweede duel uit de tweede ronde bij het WK voetbal 1982 in Spanje. De winnaar zou zich plaatsen voor de halve eindstrijd. Zowel Italië als Brazilië had titelverdediger Argentinië in de voorgaande wedstrijd verslagen.
De wedstrijd in Groep 3 werd gespeeld op 5 juli 1982 (aanvangstijdstip 17:15 uur lokale tijd) in het Estadio de Sarrià in Barcelona. Het was de negende ontmoeting ooit tussen beide landen. Het duel, bijgewoond door 44.000 toeschouwers, stond onder leiding van scheidsrechter Abraham Klein uit Israël. Hij werd geassisteerd door Thomson Tam Sun Chan (Hong Kong) en Bogdan Dotchev (Bulgarije). Italië won het memorabele duel met 3-2 dankzij drie treffers van topschutter Paolo Rossi en bereikte daardoor de halve finale, waarin de ploeg zou aantreden tegen Polen.

## Wedstrijdgegevens
| Italië | 3 – 2        | Brazilië                                                                                         |
| Paolo Rossi 8' Paolo Rossi 25' Paolo Rossi 74' | goals        | 12' Sócrates 68' Falcão                                                                          |
| Enzo Bearzot | bondscoach   | Telê Santana                                                                                     |
| |              |                                                                                                  |
| Dino Zoff Claudio Gentile Fulvio Collovati 34' Gaetano Scirea Antonio Cabrini Giancarlo Antognoni Gabriele Oriali Marco Tardelli 76' Bruno Conti Francesco Graziani Paolo Rossi | opstellingen | Waldir Peres Leandro Oscar Luizinho Júnior Toninho Cerezo Zico Falcão Sócrates 71' Serginho Éder |
| Giuseppe Bergomi 34' Giampiero Marini 76' | wissels      | 71' Paulo Isidoro                                                                                |
| |              |                                                                                                  |
| Claudio Gentile 13' Gabriele Oriali 78' | gele kaarten |                                                                                                  |
| | rode kaarten |                                                                                                  |

## Overzicht van wedstrijden
| Eerste ronde | | |
| Groep A | Groep B | Groep C |
| Italië – Polen Kameroen – Peru Italië – Peru Kameroen – Polen Polen – Peru Italië – Kameroen                                                       | West-Duitsland – Algerije Chili – Oostenrijk West-Duitsland – Chili Oostenrijk – Algerije Algerije – Chili West-Duitsland – Oostenrijk    | Argentinië – België Hongarije – El Salvador Argentinië – Hongarije België – El Salvador België – Hongarije Argentinië – El Salvador                |
| Groep D | Groep E | Groep F |
| Engeland – Frankrijk Tsjecho-Slowakije – Koeweit Engeland – Tsjecho-Slowakije Frankrijk – Koeweit Frankrijk – Tsjecho-Slowakije Engeland – Koeweit | Spanje – Honduras Joegoslavië – Noord-Ierland Spanje – Joegoslavië Honduras – Noord-Ierland Honduras – Joegoslavië Spanje – Noord-Ierland | Brazilië – Sovjet-Unie Schotland – Nieuw-Zeeland Brazilië – Schotland Sovjet-Unie – Nieuw-Zeeland Sovjet-Unie – Schotland Brazilië – Nieuw-Zeeland |

| Tweede ronde                                            |                                                                     |                                                             |                                                                             |
| Groep 1                                                 | Groep 2                                                             | Groep 3                                                     | Groep 4                                                                     |
| België – Polen België – Sovjet-Unie Polen – Sovjet-Unie | Engeland – West-Duitsland West-Duitsland – Spanje Engeland – Spanje | Italië – Argentinië Brazilië – Argentinië Italië – Brazilië | Frankrijk – Oostenrijk Oostenrijk – Noord-Ierland Noord-Ierland – Frankrijk |
| Halve finales                                           |                                                                     |                                                             |                                                                             |
| Polen – Italië                                          | Polen – Italië                                                      | West-Duitsland – Frankrijk                                  | West-Duitsland – Frankrijk                                                  |
| Troostfinale                                            |                                                                     |                                                             |                                                                             |
| Frankrijk – Polen                                       |                                                                     |                                                             |                                                                             |
| Finale                                                  |                                                                     |                                                             |                                                                             |
| Italië – West-Duitsland                                 |                                                                     |                                                             |                                                                             |